# Night and Day (entreprise)
 (juillet 2021).
Pour les articles homonymes, voir Night and Day.
Night&Day est une entreprise belge créée en 1993 et possédant la chaîne de magasins de proximité Night and Day. En juin 2021, elle comptait une centaine de points de vente répartis en Wallonie et à Bruxelles. En mars 2024, la chaîne compte 120 points de vente en Belgique, y compris en Flandre, où elle a ouvert ses premiers points de vente en 2023, via un partenariat avec le pétrolier Shell.

## Historique
Fondé par Philippe Clinet, Vincent Dardenne et Jérôme Giraud, le premier magasin a ouvert en 1993, dans le quartier des facultés à Namur. Un second ouvrira en 1997 à Salzinnes, et en 1999 l'entreprise met en place un système de franchise.
À partir de 2010, Night & Day organise des concerts.
En 2022, la société conclut un accord avec Shell afin de rouvrir des espaces de commerces aux stations-service de la chaîne, ce qui permet à Night & Day de s'implanter pour la première fois en Flandre.

## Magasin de proximité
Les points de vente sont de petites surfaces faisant office à la fois de librairie, de supérette et de point poste à certains endroits, ouvert à des heures décalées, généralement de 6 h à minuit.

## Justice
En 2023, le groupe Night&Day a été condamné par le tribunal du travail pour des infractions à la législation sociale commises entre 2016 et 2019, des prestations en dehors des horaires de travail, du travail de nuit non dûment autorisé et du non-paiement de rémunération. Le groupe n’a pas été condamné pénalement et est en appel de ces décisions.